# 黑尾三鰭䲁
黑尾三鰭䲁（學名：Tripterygion melanurum），為輻鰭魚綱䲁形目三鰭䲁科三鰭䲁屬的一個種，分布於地中海，從巴利亞利群島、薩丁尼亞島南部、阿爾及利亞、突尼西亞、以色列、黎巴嫩、塞浦路斯和土耳其南部海域，深度3至40公尺，本魚體延長，身體永久呈紅色，雌魚和非領地性雄魚的頭部有大理石花紋，有領域性的雄魚為黑色，背部有稍微深色的垂直條紋，通常有白色的斑點與條紋，背鰭硬棘17-19枚、背鰭軟條10-13枚、臀鰭硬棘2枚、臀鰭軟條22-25枚，體長可達5.3公分，成魚棲息在有遮蔽的沿海水域，雌魚產附著性卵在藻類築的巢，雄魚會守護卵，幼魚為浮游性，生活習性不明。